# Neil Franklin
Cornelius „Neil“ Franklin (* 24. Januar 1922 in Shelton; † 9. Februar 1996 in Stoke-on-Trent) war ein englischer Fußballspieler und -trainer. Der zentrale Abwehrspieler absolvierte in der Zeit zwischen 1946 und 1950 insgesamt 27 Spiele für die englische Nationalmannschaft.

## Sportlicher Werdegang
Franklin erlernte in der Jugendabteilung von Stoke City, den Stoke Old Boys, das Fußballspielen, bevor er im Januar 1939 in die Profiabteilung wechselte. Kurz bevor sich seine Karriere weiterentwickeln konnte, unterbrach der englische Fußball aufgrund des Zweiten Weltkriegs seinen Spielbetrieb. Während des Krieges spielte er in 186 Begegnungen der Wartime League und Freundschaftsspielen für englische Auswahlmannschaften.
Nach der Wiederaufnahme in der Saison 1945/46 spielte Franklin fünf Jahre in der First Division für Stoke City und ab dem ersten Länderspiel nach dem Krieg gegen Nordirland alle Partien bis April 1950 gegen Schottland.
Im Jahr 1950 entschloss sich Franklin dazu, für den kolumbianischen Verein Santa Fe aus Bogotá zu spielen und lehnte dafür sogar die Teilnahme an der WM 1950 in Brasilien ab. Er hatte zuvor alle drei WM-Qualifikationsspiele gegen Wales, Nordirland und Schottland bestritten – ebenso wie Billy Wright, John Aston, Tom Finney und Stanley Mortensen – und wurde bei der WM 1950 in Brasilien durch Lawrence Hughes vom FC Liverpool in der Innenverteidigung der Mannschaft von Trainer Walter Winterbottom ersetzt. Der Wechsel nach Kolumbien wurde kontrovers diskutiert, da sich der kolumbianische Fußballverband außerhalb der FIFA befand. Nach nur wenigen Monaten verließ Franklin Südamerika wieder und schloss sich im Februar 1951 dem Zweitligisten Hull City an. Nach den weiteren Stationen Crewe Alexandra und Stockport County beendete Franklin 1958 seine Karriere als Fußballer.
In der Zeit zwischen 1963 und 1968 war er Trainer des Drittligisten Colchester United, mit dem er in seinem zweiten Jahr in die vierte Liga abstieg. Nach dem direkten Wiederaufstieg im darauffolgenden Jahr musste er 1968 erneut den Gang in die vierte Liga antreten.
Franklin eröffnete später in Sandon eine Gaststätte und verstarb 1996 im Alter von 74 Jahren.